# 宝石の騎士 スタージュエル
『宝石の騎士 スタージュエル』（ほうせきのきし スタージュエル）は、中森衣都による日本の少女漫画作品。
1993年、小学館の漫画雑誌『ちゃおデラックス』冬休み増刊号及び春満開増刊号に全2話が連載された。同社のちゃおフラワーコミックス『ママは小学4年生』第2巻（1993年発行、ISBN 978-4-09-135262-0）に収録されている。

## あらすじ
ファンタジー小説が好きな少女・貴石ひかりは、図書館の奥で『宝石の騎士 スタージュエル』という本を見つける。ところが、その中からは暗黒界王ダークジュエルに追われて「マザークリスタル」を持ったまま逃げ出したユニコーンが、飛び出してきた。ユニコーンにマザークリスタルを授けられたひかりは、女騎士の姿に変身してしまう。

## 登場人物
貴石 ひかり（たかいし ひかり）
ファンタジー小説が大好きな少女。ドジっ娘で眼鏡をかけており、運動が苦手。中学2年生（D組）。
図書館の書架で『宝石の騎士 スタージュエル』という本を見つけたことから、ユニックに「マザークリスタル」を授けられ、「スタージュエル」の守護騎士スタージュエルに変身してしまう。
ユニック
妖精の世界の妖精王女ファンタネラに仕えるユニコーン。
ファンタネラに「マザークリスタル」を託されて人間界へ脱出し、ひかりに「マザークリスタル」を預ける。人間界ではぬいぐるみ大の姿になってしまう。
妖精王女 ファンタネラ
妖精の世界を支配する。
暗黒界王ダークジュエルに捕らえられ、彼の剣「ダーククリスタル」の宝石の中に封印されてしまう。
暗黒界王 ダークジュエル
暗黒界を支配する。全ての世界の支配をもくろみ、「マザークリスタル」の神秘の力を狙って妖精の世界を狙う。更に「マザークリスタル」を追って人間界へ侵攻する。
石川
2年A組の男子学生。趣味で学校中の草木の世話をしている。ひかりが気になる人物。